# Pwg Bay 65
Bei den bayerischen Pwg Bay 65 handelt es sich um zweiachsige Packwagen für den Einsatz in Güterzügen nach dem Blatt 238 aus dem Wagenstandsverzeichnis für die Königlich Bayerischen Staatseisenbahnen vom 31. März 1913 (bezw. Skizze Nr. 137 aus dem Wagenstandsverzeichnis vom 31. März 1897).

## Geschichte
Bei den Wagen handelt es sich um solche, welche die K.B.Sts.B. nach der Übernahme der B.O.B. 1876 in ihren Bestand eingegliedert hat. Die Wagen liefen bei der B.O.B. unter der Gattung D.br. und wurden mit der Übernahme in die Gattung P eingereiht. Die Wagen entsprachen in Bauform und Hauptabmessungen den zeitgleich beschafften Personenwagen der III. Klasse.

## Beschaffung
Als zweite und dritte Serie von Gepäckwagen für die B.O.B. wurden diese Wagen in zwei Baulosen bei der Firma Rathgeber in München beauftragt. Es handelte sich dabei um einen Wagentyp der gegenüber der ersten Serie von 1858 mit etwas größeren Dimensionen geliefert wurde. Eine dritte Serie mit nur vier Wagen hatte sehr kurze Abmessungen, war aber im generellen Aufbau identisch.

## Konstruktive Merkmale

### Untergestell
Der Rahmen der Wagen war eine Kombination aus eisernen Längsträgern und hölzernen Querträgern und Stirnbalken (Pufferbohlen). Als Zugeinrichtung hatten die Wagen Schraubenkupplungen nach VDEV. Die Zugstange war durchgehend und mittig gefedert. Als Stoßeinrichtung besaßen die Wagen ursprünglich 2-fach geschlitzte Korbpuffer mit einer Einbaulänge von 612 mm und 360 mm für die Pufferteller. Diese wurden später durch solche mit einer Einbaulänge von 620 mm ersetzt.

### Laufwerk
Die Wagen hatten aus Blechen und Winkeln genietete Achshalter der kurzen, geraden Bauform.  Gelagert waren die Achsen in Gleitachslagern. Die Räder hatten Speichenradkörper des bayerischen Typs 24. Die jeweils 1516 Millimeter langen Tragfedern hatten je sechs Blätter. Der Querschnitt der Blätter betrug 96 × 13 Millimeter. Es gab eine Handspindelbremse, welche von der Kanzel des Dienstraums aus bedient werden konnte. In der Wagenmitte befand sich die Bremsumlenkung in der typisch bayerischen Bauform. Einzelne Wagen hatten bereits eine Druckluftbremse des Systems Westinghouse eingebaut.

### Wagenkasten
Der Rahmen des Wagenkastens bestand aus einem hölzernen Ständerwerk, welches durch stählerne Zugbänder versteift wurde. Die Wände waren außen mit Blechen und innen mit Holz verkleidet. Die Seiten- und die Stirnwände waren gerade, die Einstiegstüren eingerückt. Der Wagenkasten war in einen großen Bereich zur Lagerung der Gepäckstücke und ein 2000 mm langes Kondukteur bzw. Postabteil aufgeteilt. Das flache Tonnendach war über dem Dienstraum halbseitig mit einer in den Wagenkasten integrierten Kanzel versehen, die dem Zugführer zur Beobachtung und als Bremserstand diente. Dieser Bremserstand war sowohl vom Wageninneren als auch von außen zugänglich. Zum Be- und Entladen gab es beidseitig je eine 1470 mm breite Schiebetüre, die auf Rollen stand und mit Kopfstangen geführt wurde.

### Ausstattung
Bei der B.O.B. hatten die Wagen alle Aborte eingebaut die nur von außen zugänglich waren. Sie waren zur Zeit der Entstehung der Wagen als Ersatz für fehlende Aborte in den Personenwagen gedacht. Die Reisenden und die Personale konnten so während der Fahrt über die seitlichen Laufbretter zu den "Retiraden" gelangen. Auch nach der Übernahme der Wagen durch die K.B.Sts.B. behielten man die Aborte bei (siehe sowohl WV von 1879 als auch das von 1897). Im WV von 1913 wird als Bemerkung darauf hingewiesen, dass keine Aborte vorhanden sind. Es ist daher davon auszugehen, dass zwischen den Jahren 1897 und 1931 durch Umbauten die Aborte entfernt wurden.
Zusätzlich waren die Wagen auch noch mit einem „Hundeabteil“ ausgestattet.
Die Wagen der letzten Lieferserie besaßen lt. WV von 1879 auch Zollverschlussabteile. Zusätzlich wurde das Dienstabteil auf eine Länge von 1050 mm verkürzt.
Beleuchtet wurden die Wagen mit Öl-Lampen. In den Jahren 1926 bis 1929 wurden elektrische Beleuchtungen eingebaut. Die Beheizung erfolgte durch einen Ofen. Zur Belüftung gab es statische Lüfter auf dem Dach. Alle Wagen waren mit einer Leitung für die Dampfheizung ausgestattet und konnten so auch in Personenzüge eingereiht werden.

## Skizzen, Musterblätter, Fotos

Ansicht zu Blatt 14 aus B.O.B. WV von 1872
Ansicht zu Blatt 27 aus B.O.B. WV von 1875
Ansicht zu Blatt 050 aus Bayer. WV von 1879
Ansicht zu Blatt 137 aus Bayer. WV von 1897
Ansicht zu Blatt 238 aus Bayer. WV von 1913

## Wagennummern
| Blatt-Nr. Herstelld.         | Blatt-Nr. Herstelld.         | Blatt-Nr. Herstelld.         | Gattungszeichen je Epoche Wagennummern je Epoche (mit Direktionsangaben) | Gattungszeichen je Epoche Wagennummern je Epoche (mit Direktionsangaben) | Gattungszeichen je Epoche Wagennummern je Epoche (mit Direktionsangaben) | Gattungszeichen je Epoche Wagennummern je Epoche (mit Direktionsangaben) | Gattungszeichen je Epoche Wagennummern je Epoche (mit Direktionsangaben) | Gattungszeichen je Epoche Wagennummern je Epoche (mit Direktionsangaben) | Gattungszeichen je Epoche Wagennummern je Epoche (mit Direktionsangaben) | Gattungszeichen je Epoche Wagennummern je Epoche (mit Direktionsangaben) | Gattungszeichen je Epoche Wagennummern je Epoche (mit Direktionsangaben) | Fahrwerk / Ausstattung / Zusatzinfos (siehe jeweilige Legende) | Fahrwerk / Ausstattung / Zusatzinfos (siehe jeweilige Legende) | Fahrwerk / Ausstattung / Zusatzinfos (siehe jeweilige Legende) | Fahrwerk / Ausstattung / Zusatzinfos (siehe jeweilige Legende) | Fahrwerk / Ausstattung / Zusatzinfos (siehe jeweilige Legende) | Fahrwerk / Ausstattung / Zusatzinfos (siehe jeweilige Legende) | Fahrwerk / Ausstattung / Zusatzinfos (siehe jeweilige Legende) | Fahrwerk / Ausstattung / Zusatzinfos (siehe jeweilige Legende) | Fahrwerk / Ausstattung / Zusatzinfos (siehe jeweilige Legende) | Fahrwerk / Ausstattung / Zusatzinfos (siehe jeweilige Legende) | Fahrwerk / Ausstattung / Zusatzinfos (siehe jeweilige Legende) | Fahrwerk / Ausstattung / Zusatzinfos (siehe jeweilige Legende) | Fahrwerk / Ausstattung / Zusatzinfos (siehe jeweilige Legende) | Fahrwerk / Ausstattung / Zusatzinfos (siehe jeweilige Legende) | Fahrwerk / Ausstattung / Zusatzinfos (siehe jeweilige Legende) | Fahrwerk / Ausstattung / Zusatzinfos (siehe jeweilige Legende) |
| Bau- jahr                    | Her- steller                 | Anz.                         | B.O.B. bis 1872                                                          | B.O.B. ab 1872                                                           | KBE ab 1876                                                              | KBE ab 1884                                                              | KBE ab 1893                                                              | KBE ab 1894                                                              | KBE ab 1907                                                              | DR (ab 1923)                                                             | Ausge- mustert                                                           | Anz. Ach- sen                                                  | Rad- stand (mm)                                                | LüP (mm)                                                       | Unter- Gest.                                                   | Brem- sen                                                      | Bl.                                                            | Hz.                                                            | Art u.Anz. Abteile (Sitze)                                     | Art u.Anz. Abteile (Sitze)                                     | Art u.Anz. Abteile (Sitze)                                     | Art u.Anz. Abteile (Sitze)                                     | Art u.Anz. Abteile (Sitze)                                     | Art u.Anz. Abteile (Sitze)                                     | Art u.Anz. Abteile (Sitze)                                     | Bemer- kung                                                    |                                                                |
| Blatt-Nr. aus WV von Gattung | Blatt-Nr. aus WV von Gattung | Blatt-Nr. aus WV von Gattung | 14 1872 D.br.                                                            | 27 1875 D.br                                                             | 50 1876 D.                                                               | 86 1891 D.                                                               | Plan 1893 Pg.                                                            | 137 1897 Pg                                                              | 240 1913 Pg                                                              | Pwg Bay 65I                                                              |                                                                          |                                                                |                                                                |                                                                | (siehe jeweilige Legende)                                      | (siehe jeweilige Legende)                                      | (siehe jeweilige Legende)                                      | (siehe jeweilige Legende)                                      | A                                                              | B                                                              | D                                                              | G                                                              | P                                                              | V                                                              | Z                                                              |                                                                |                                                                |
| ---------------------------- | ---------------------------- | ---------------------------- | ------------------------------------------------------------------------ | ------------------------------------------------------------------------ | ------------------------------------------------------------------------ | ------------------------------------------------------------------------ | ------------------------------------------------------------------------ | ------------------------------------------------------------------------ | ------------------------------------------------------------------------ | ------------------------------------------------------------------------ | ------------------------------------------------------------------------ | -------------------------------------------------------------- | -------------------------------------------------------------- | -------------------------------------------------------------- | -------------------------------------------------------------- | -------------------------------------------------------------- | -------------------------------------------------------------- | -------------------------------------------------------------- | -------------------------------------------------------------- | -------------------------------------------------------------- | -------------------------------------------------------------- | -------------------------------------------------------------- | -------------------------------------------------------------- | -------------------------------------------------------------- | -------------------------------------------------------------- | -------------------------------------------------------------- | -------------------------------------------------------------- |
| 1865                         | Rathg.                       | 10                           | 51                                                                       | 851                                                                      | 17 330                                                                   | 17 330                                                                   | 16 712                                                                   | 16 712                                                                   | 16 712                                                                   |                                                                          |                                                                          | 2                                                              | 4.090                                                          | 7.160                                                          | H                                                              | Brh; H                                                         | Öl                                                             | O, DL                                                          | 1 (0)                                                          |                                                                | 1                                                              | 1                                                              |                                                                | 1 (0?)                                                         |                                                                |                                                                |                                                                |
| 1865                         | Rathg.                       | 10                           | 52                                                                       | 852                                                                      | 17 331                                                                   | 17 331                                                                   | 16 713                                                                   | 16 713                                                                   | 16 713                                                                   |                                                                          |                                                                          | 2                                                              | 4.090                                                          | 7.160                                                          | H                                                              | Brh; H                                                         | Öl                                                             | O, DL                                                          | 1 (0)                                                          |                                                                | 1                                                              | 1                                                              |                                                                | 1 (0?)                                                         |                                                                |                                                                |                                                                |
| 1865                         | Rathg.                       | 10                           | 53                                                                       | 853                                                                      | 17 332                                                                   | 17 332                                                                   | 16 714                                                                   | 16 714                                                                   | 16 714                                                                   |                                                                          |                                                                          | 2                                                              | 4.090                                                          | 7.160                                                          | H                                                              | Brh; H                                                         | Öl                                                             | O, DL                                                          | 1 (0)                                                          |                                                                | 1                                                              | 1                                                              |                                                                | 1 (0?)                                                         |                                                                |                                                                |                                                                |
| 1865                         | Rathg.                       | 10                           | 54                                                                       | 854                                                                      | 17 333                                                                   | 17 333                                                                   | 16 715★                                                                  | 16 715★                                                                  | 16 715★                                                                  |                                                                          |                                                                          | 2                                                              | 4.090                                                          | 7.160                                                          | H                                                              | Brh; H                                                         | Öl                                                             | O, DL                                                          | 1 (0)                                                          | ★                                                              | 1                                                              | 1                                                              |                                                                | 1 (0?)                                                         |                                                                |                                                                |                                                                |
| 1865                         | Rathg.                       | 10                           | 55                                                                       | 855                                                                      | 17 334                                                                   | 17 334                                                                   | 16 716                                                                   | 16 716                                                                   |                                                                          |                                                                          | <1913                                                                    | 2                                                              | 4.090                                                          | 7.160                                                          | H                                                              | Brh; H                                                         | Öl                                                             | O, DL                                                          | 1 (0)                                                          |                                                                | 1                                                              | 1                                                              |                                                                | 1 (0?)                                                         |                                                                |                                                                |                                                                |
| 1865                         | Rathg.                       | 10                           | 56                                                                       | 856                                                                      | 17 335                                                                   | 17 335                                                                   | 16 717                                                                   | 16 717                                                                   | 16 717                                                                   |                                                                          |                                                                          | 2                                                              | 4.090                                                          | 7.160                                                          | H                                                              | Brh; H                                                         | Öl                                                             | O, DL                                                          | 1 (0)                                                          |                                                                | 1                                                              | 1                                                              |                                                                | 1 (0?)                                                         |                                                                |                                                                |                                                                |
| 1865                         | Rathg.                       | 10                           | 57                                                                       | 857                                                                      | 17 336                                                                   | 17 337                                                                   | 16 718★                                                                  | 16 718★                                                                  | 16 718★                                                                  |                                                                          |                                                                          | 2                                                              | 4.090                                                          | 7.160                                                          | H                                                              | Brh; H                                                         | Öl                                                             | O, DL                                                          | 1 (0)                                                          | ★                                                              | 1                                                              | 1                                                              |                                                                | 1 (0?)                                                         |                                                                |                                                                |                                                                |
| 1865                         | Rathg.                       | 10                           | 58                                                                       | 858                                                                      | 17 337                                                                   | 17 337                                                                   | 16 719                                                                   | 16 719                                                                   | 16 719                                                                   |                                                                          |                                                                          | 2                                                              | 4.090                                                          | 7.160                                                          | H                                                              | Brh; H                                                         | Öl                                                             | O, DL                                                          | 1 (0)                                                          |                                                                | 1                                                              | 1                                                              |                                                                | 1 (0?)                                                         |                                                                |                                                                |                                                                |
| 1865                         | Rathg.                       | 10                           | 59                                                                       | 859                                                                      | 17 338                                                                   | 17 338                                                                   | 16 720                                                                   | 16 720                                                                   | 16 720                                                                   |                                                                          |                                                                          | 2                                                              | 4.090                                                          | 7.160                                                          | H                                                              | Brh; H                                                         | Öl                                                             | O, DL                                                          | 1 (0)                                                          |                                                                | 1                                                              | 1                                                              |                                                                | 1 (0?)                                                         |                                                                |                                                                |                                                                |
| 1865                         | Rathg.                       | 10                           | 60                                                                       | 860                                                                      | 17 339                                                                   | 17 339                                                                   | 16 721                                                                   | 16 721                                                                   | 16 721                                                                   |                                                                          |                                                                          | 2                                                              | 4.090                                                          | 7.160                                                          | H                                                              | Brh; H                                                         | Öl                                                             | O, DL                                                          | 1 (0)                                                          |                                                                | 1                                                              | 1                                                              |                                                                | 1 (0?)                                                         |                                                                |                                                                |                                                                |
| Blatt-Nr. aus WV von Gattung | Blatt-Nr. aus WV von Gattung | Blatt-Nr. aus WV von Gattung | 15 1872 D.br.                                                            | 28 1875 D.br                                                             | 50 1876 D.                                                               | 82 1891 D.                                                               | Plan 1893 Pg.                                                            | 137 1897 Pg                                                              | 240 1913 Pg                                                              | Pwg Bay 65II                                                             |                                                                          |                                                                |                                                                |                                                                | (siehe jeweilige Legende)                                      | (siehe jeweilige Legende)                                      | (siehe jeweilige Legende)                                      | (siehe jeweilige Legende)                                      | A                                                              | B                                                              | D                                                              | G                                                              | P                                                              | V                                                              | Z                                                              |                                                                |                                                                |
| 1865 (1863?)                 | Rathg.                       | 4                            | 61                                                                       | 861                                                                      | 17 340                                                                   | 17 340                                                                   | 16 722                                                                   | 16 722                                                                   | 16 722                                                                   |                                                                          |                                                                          | 2                                                              | 3.210                                                          | 6.890?                                                         | H                                                              | Brh; H                                                         | Öl                                                             | O, DL                                                          | 1 (0)                                                          |                                                                | 1                                                              | 1                                                              |                                                                | 1 (0?)                                                         | 1                                                              | verkürztes Dienstabteil                                        |                                                                |
| 1865 (1863?)                 | Rathg.                       | 4                            | 62                                                                       | 862                                                                      | 17 341                                                                   | 17 341                                                                   | 16 723                                                                   | 16 723                                                                   |                                                                          |                                                                          | <1913                                                                    | 2                                                              | 3.210                                                          | 6.890?                                                         | H                                                              | Brh; H                                                         | Öl                                                             | O, DL                                                          | 1 (0)                                                          |                                                                | 1                                                              | 1                                                              |                                                                | 1 (0?)                                                         | 1                                                              | verkürztes Dienstabteil                                        |                                                                |
| 1865 (1863?)                 | Rathg.                       | 4                            | 63                                                                       | 863                                                                      | 17 342                                                                   | 17 342                                                                   | 16 724                                                                   | 16 724                                                                   | 16 724                                                                   |                                                                          |                                                                          | 2                                                              | 3.210                                                          | 6.890?                                                         | H                                                              | Brh; H                                                         | Öl                                                             | O, DL                                                          | 1 (0)                                                          |                                                                | 1                                                              | 1                                                              |                                                                | 1 (0?)                                                         | 1                                                              | verkürztes Dienstabteil                                        |                                                                |
| 1865 (1863?)                 | Rathg.                       | 4                            | 64                                                                       | 864                                                                      | 17 343                                                                   | 17 343                                                                   | 16 725                                                                   | 16 725                                                                   |                                                                          |                                                                          | <1913                                                                    | 2                                                              | 3.210                                                          | 6.890?                                                         | H                                                              | Brh; H                                                         | Öl                                                             | O, DL                                                          | 1 (0)                                                          |                                                                | 1                                                              | 1                                                              |                                                                | 1 (0?)                                                         | 1                                                              | verkürztes Dienstabteil                                        |                                                                |